# Юн Альбрехтсон
Юн Альбрехтсон (швед. John Albrechtson, 22 липня 1936 — 27 серпня 1985) — шведський яхтсмен.
Олімпійський чемпіон 1976 року в класі Темпест, учасник 1968 та 1972 років.
Чемпіон світу в класі Темпест 1977, 1978 років, срібний призер 1975 року.
Бронзовий призер Чемпіонату світу в класі Зоряний 1971 року.